# Formel BMW Europe 2008
Formel BMW Europe 2008 kördes över 16 heat, 8 helger, och tillsammans med formel 1 vid sju tillfällen, vilket gjorde säsongen till en bra plattform för unga förare, som ville synas inför F1-teamen. Den som syntes mest var Esteban Gutiérrez, som vann serien på ett suveränt sätt, efter att Adrien Tambay, som utmanade i början av säsongen tappade till en trejeplats. Marco Wittmann kom starkt mot slutet, men var ändå 26 poäng efter mexikanen Gutiérrez.

## Delsegrare
| Bana        | Vinnare           | Vinnare           |
| ----------- | ----------------- | ----------------- |
| Barcelona   | Adrien Tambay     | Adrien Tambay     |
| Zolder      | Esteban Gutiérrez | Esteban Gutiérrez |
| Silverstone | Esteban Gutiérrez | Esteban Gutiérrez |
| Hockenheim  | Esteban Gutiérrez | Esteban Gutiérrez |
| Hungaroring | Daniel Juncadella | Daniel Juncadella |
| Valencia    | Tiago Geromini    | Esteban Gutiérrez |
| Spa         | Marco Wittman     | Kévin Breysse     |
| Monza       | Tiago Geromini    | Tiago Geromini    |

## Slutställning
| Plats | Förare              | Poäng |
| ----- | ------------------- | ----- |
| 1     | Esteban Gutiérrez   | 353   |
| 2     | Marco Wittman       | 327   |
| 3     | Adrien Tambay       | 260   |
| 4     | Daniel Juncadella   | 234   |
| 5     | Tiago Geromini      | 187   |
| 6     | Michael Christensen | 156   |
| 7     | Pedro Bianchini     | 143   |
| 8     | Kévin Breysse       | 135   |
| 9     | Carlos Huertas      | 135   |
| 10    | David Mengesdorf    | 121   |